# Ratufa
Ratufa es un género de roedores esciuromorfos de la familia Sciuridae, el único de la subfamilia Ratufinae. Incluye cuatro especies de ardillas de gran tamaño autóctonas de la región indomalaya.

## Especies

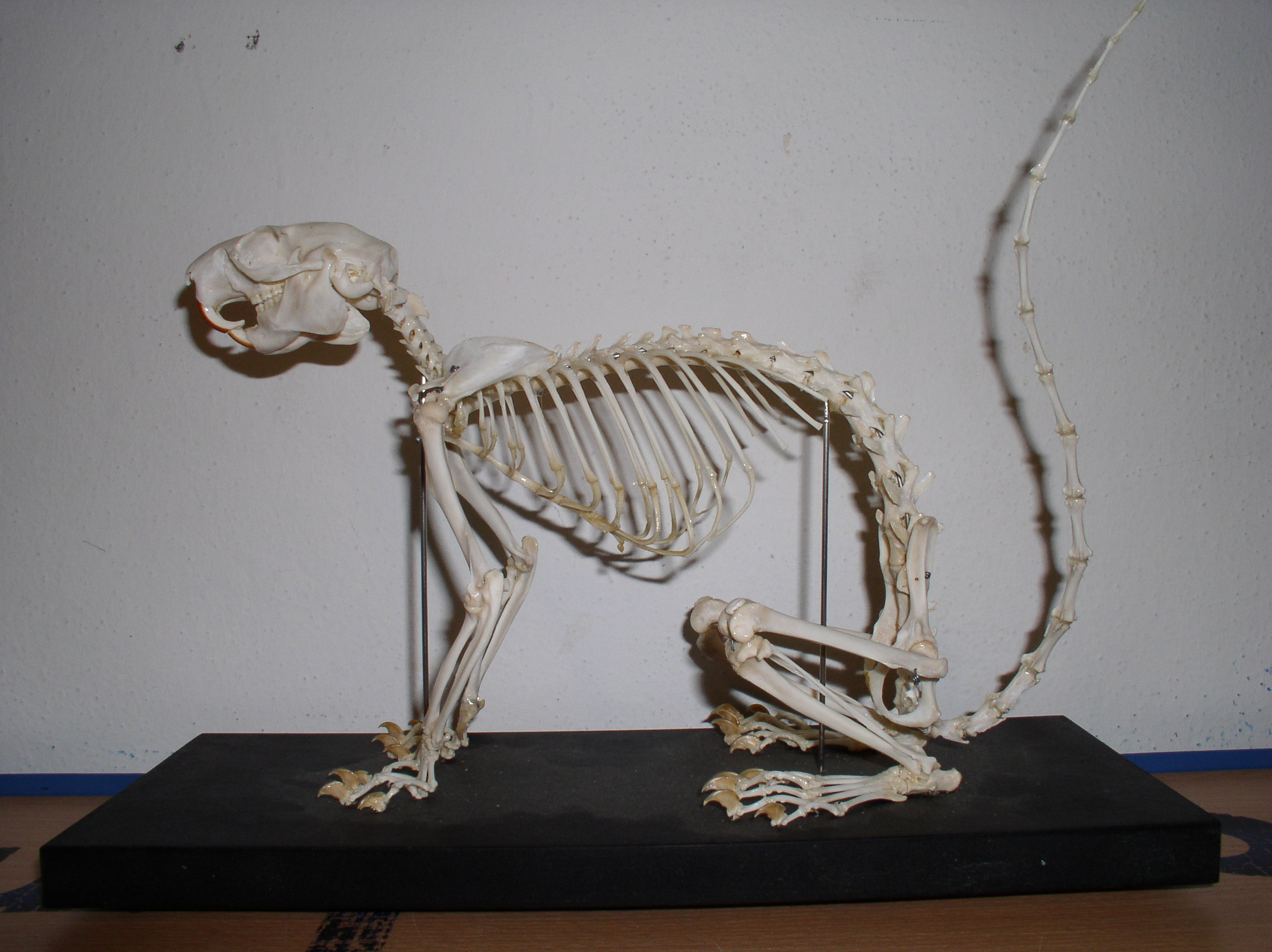
Esqueleto de Ratufa.

Se han descrito las siguientes especies:
- Ratufa affinis
- Ratufa bicolor
- Ratufa indica
- Ratufa macroura